# Rhamnus dolichophylla
Rhamnus dolichophylla är en brakvedsväxtart som beskrevs av Nikolai Fedorovich Gontscharow. Rhamnus dolichophylla ingår i släktet getaplar, och familjen brakvedsväxter. Inga underarter finns listade i Catalogue of Life.